# 3.7 cm FlaK 43
3.7 cm FlaK 43は、第二次世界大戦中にナチス・ドイツの使用した対空機関砲である。
開戦時、ドイツ国防軍では3.7 cm FlaK 18やその改良型である3.7 cm FlaK 36/37を配備運用していたが、これらは威力はともかく発射速度や生産性に問題があった。
新型対空機関砲の開発を命ぜられたラインメタル社は、削り出し部品の多かった従来型に対し、プレス加工された部品を多用することで応えた。これにより工程が75%も減らされて生産性が上がり、本体及び砲架の戦闘時1,250kg、輸送用ハンガーに載せた輸送時2,000kgと、旧型と比べ軽量化にも成功した。また作動方式がガス圧作動となり、80-160発/分だった発射速度が150-250発/分に向上した。
3.7 cm FlaK 43は、連装型の3.7 cm Flakzwilling 43を含め7,126門が生産され、旧型と共に終戦まで使われた。
また大戦後半の対空自走砲（重国防軍牽引車等）や対空戦車（メーベルワーゲン、オストヴィント等）の搭載砲としても使われている。

## 画像

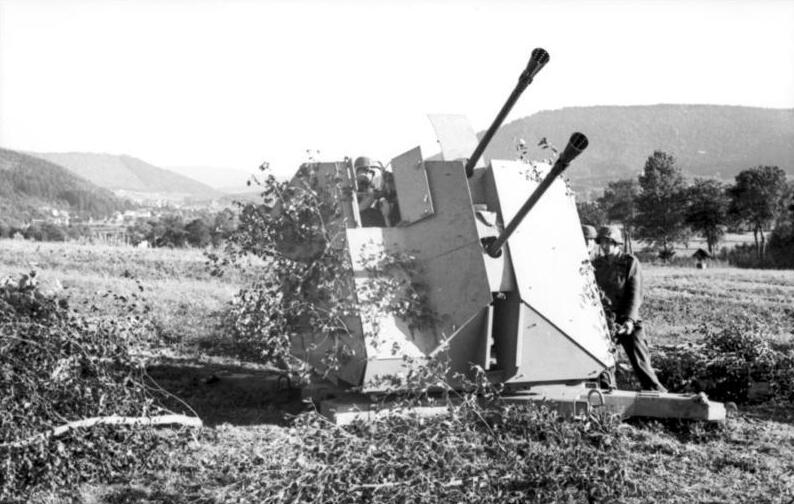
砲を縦二連装とした3.7 cm Flakzwilling 43
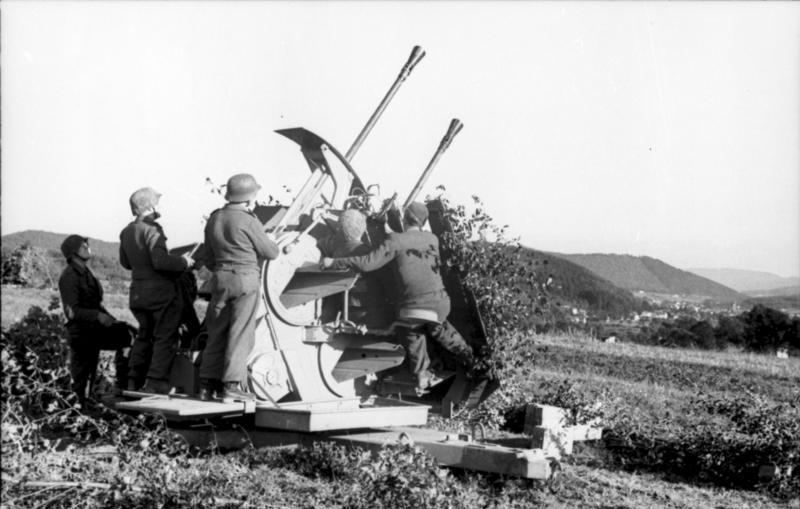
右後方より
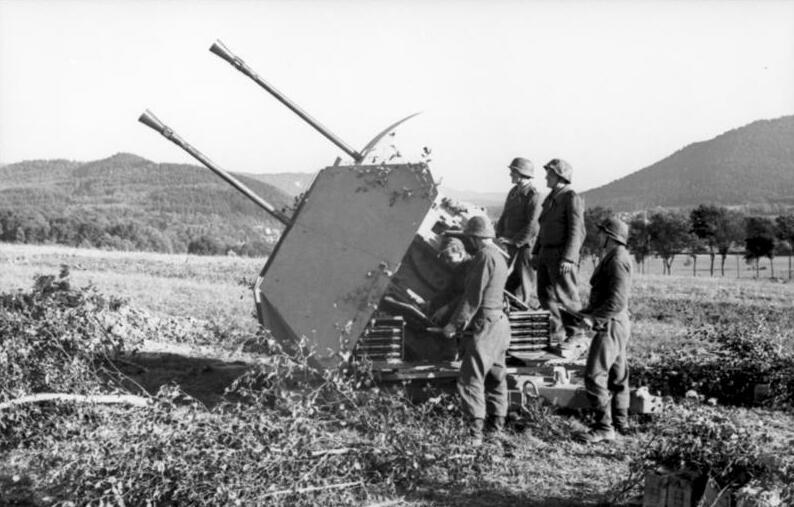
左側面部